# Frank Darabont
Frank Árpád Darabont (tên khai sinh là Ferenc Árpád Darabont, ngày 28 tháng 1 năm 1959) là một đạo diễn, nhà biên kịch và nhà sản xuất phim người Mỹ gốc Hungary, người đã được đề cử ba giải Oscar và một giải Quả cầu vàng. Trong sự nghiệp ban đầu của mình, ông chủ yếu là nhà biên kịch cho các bộ phim kinh dị như A Nightmare on Elm Street 3: Dream Warriors, The Blob và The Fly II. Là một đạo diễn, ông được biết đến với các bộ phim chuyển thể từ tiểu thuyết và tiểu thuyết của Stephen King như The Shawshank Redemption, The Green Mile, The Mist, The Walking Dead.